# Дьявольская летучая мышь
«Дьявольская летучая мышь» (англ. The Devil Bat) — американский чёрно-белый научно-фантастический фильм ужасов 1940 года. Снят в поджанре «перевёрнутый детектив». Находится в общественном достоянии в США.

## Сюжет
Фильм начинается надписью-вступлением: «Весь Хитвилл любил доктора Пола Кэрратерса… доктор нашёл время для проведения определённых частных экспериментов — странных, ужасающих экспериментов».
Доктор Пол Кэрратерс — гениальный химик и врач, живущий в маленьком городке Хитвилл. Работодатель предлагает ему премию в размере 5000 долларов за вклад в процветание их корпорации, что ничтожно мало по сравнению с миллионом долларов дохода, который она получила от его работы. (Работодатель утверждает, что он выкупил акции в начале истории компании вместо того, чтобы сохранить свою долю в партнёрстве). Озлобленный и оскорблённый этим жалким предложением, безумный учёный решает отомстить и разрабатывает систему, в которой обычные летучие мыши увеличиваются до огромных размеров, а доктор обучает их притягиваться к новому, едкому лосьону после бритья, который он изобрёл. Учёный, не вызывая подозрений, раздаёт этот лосьон своим врагам в качестве «тестового продукта».
Как только мужчина наносит на себя этот лосьон, Кэрратерс выпускает своих дьявольских летучих мышей, нацеливаясь на семьи своих работодателей. Летучим мышам удаётся напасть и убить, высосав кровь, одного из владельцев компании и двух его сыновей. Осветить это загадочное, с точки зрения окружающих, происшествие в городок прибывает журналист чикагской газеты Джонни Лейтон. Его сопровождает неуклюжий комичный фотограф «Один-Снимок» МакГуайр; двое газетчиков начинают расследовать это дело. Постепенно они приближаются к разгадке, и в финальной кульминационной сцене Лейтон выливает этот лосьон на доктора Пола Кэрратерса, принуждая его летучих мышей напасть на своего хозяина и высосать из него всю кровь.

## В ролях
В порядке перечисления в титрах
- Бела Лугоши — доктор Пол Кэрратерс
- Сюзанн Каарен — Мэри Хит
- Дейв О’Брайан[англ.] — Джонни Лейтон, журналист
- Гай Ашер[англ.] — Генри Мортон
- Иоланда Донлан — Максин, служанка
- Дональд Керр — «Один-Снимок» МакГуайр, газетный фотограф
- Эдмунд Мортимер[англ.] — Мартин Хит
- Джин О'Доннелл — Дон Мортон
- Алан Болдуин — Томми Хит
- Джон Эллис — Рой Хит
- Артур Брайан[англ.] — Джо МакГинти, газетный редактор
- Хэл Прайс[англ.] — шеф Уилкинс
- Джон Дэвидсон[англ.] — профессор Рэйнс
- Уолли Рэйрден — Уолтер Кинг

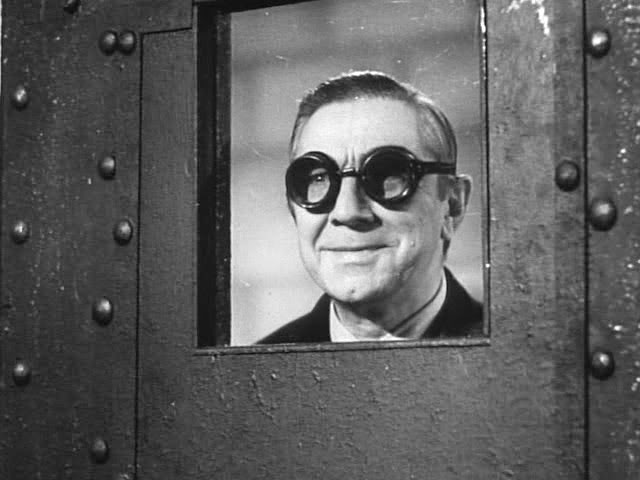
Бела Лугоши
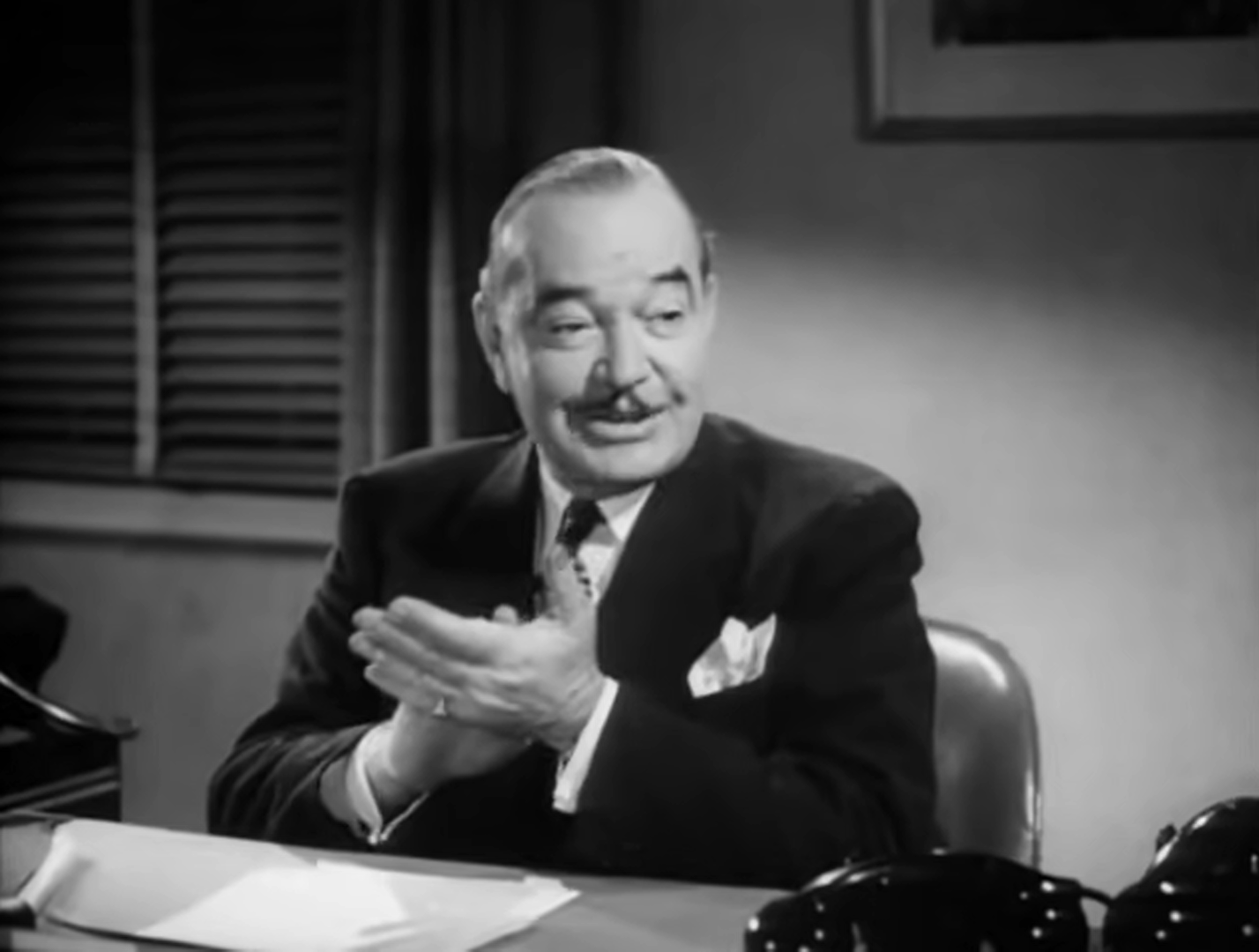
Гай Ашер[англ.]
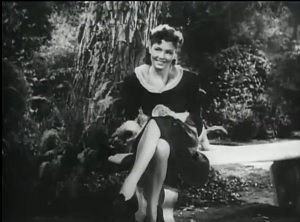
Иоланда Донлан
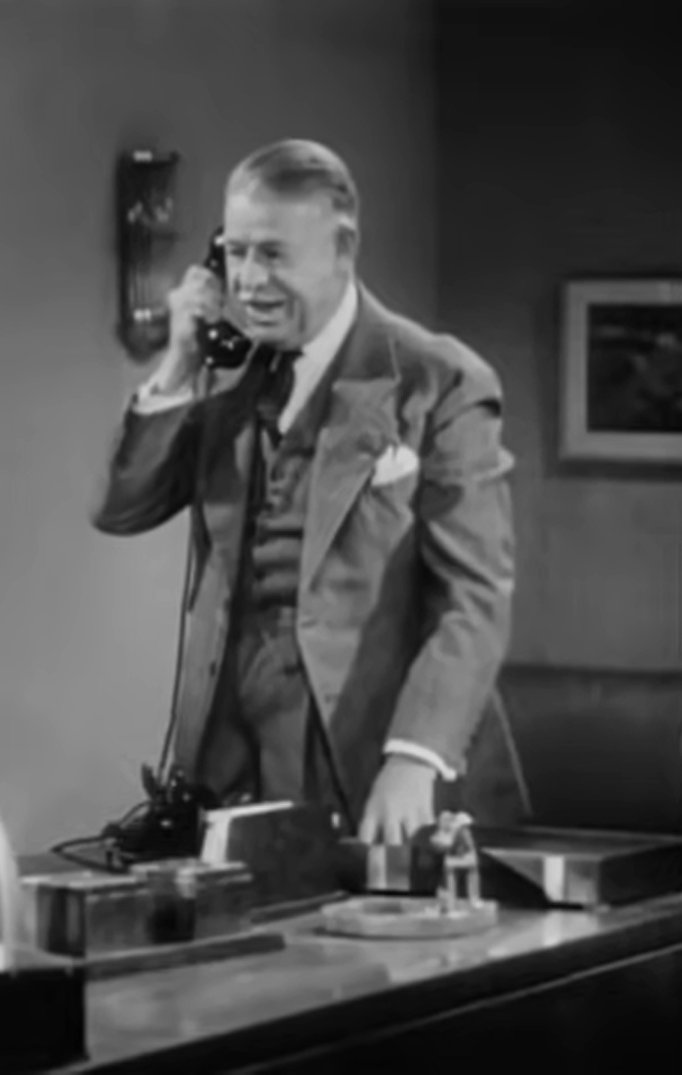
Эдмунд Мортимер[англ.]
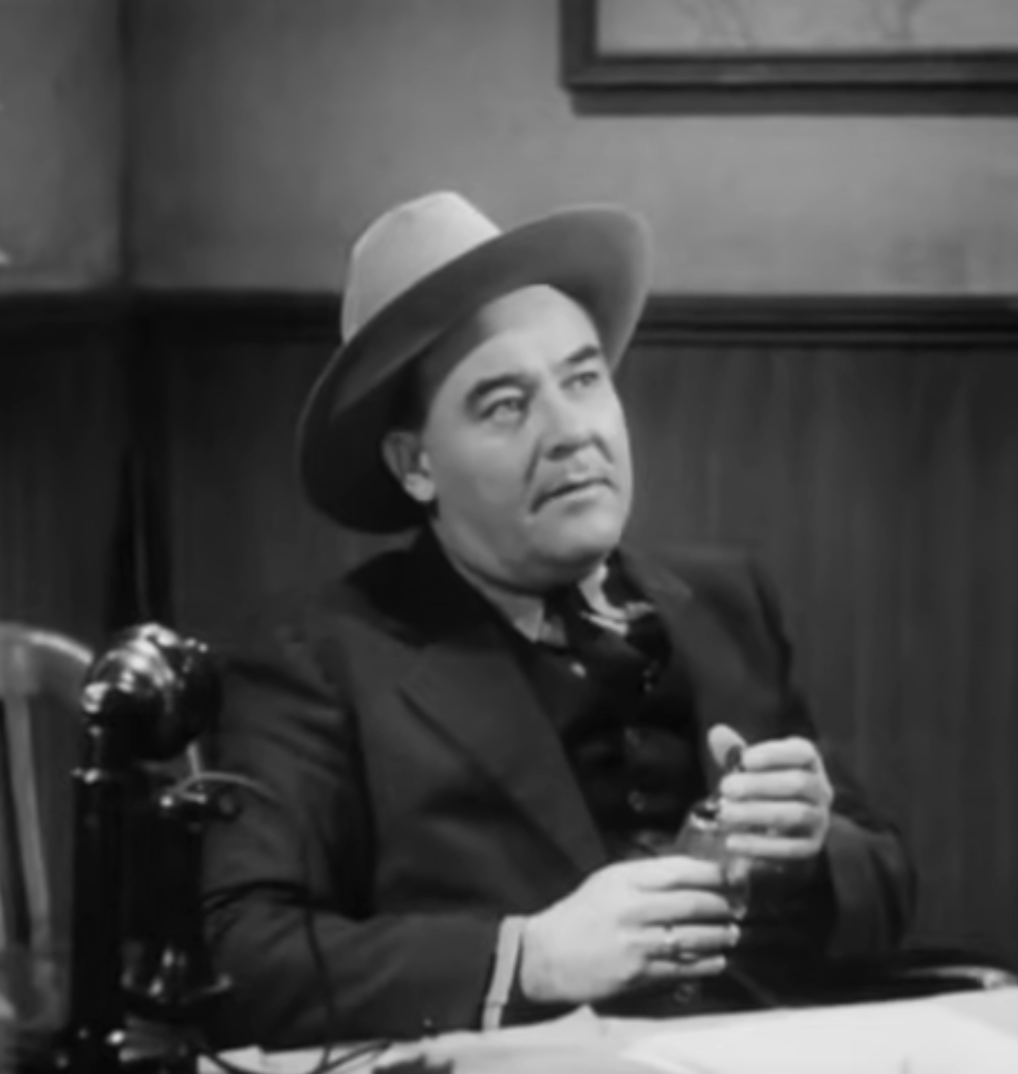
Хэл Прайс[англ.]

## Производство, показ, наследие
Это был третий (из примерно семидесяти в карьере) полнометражный фильм режиссёра Джина Ярбро.
Производителем и дистрибьютором фильма стала компания Producers Releasing Corporation.
Премьера ленты состоялась 13 декабря 1940 года в США. В следующем году — в Великобритании и Мексике, в 1945 году — в Швеции. В 1945 году состоялся ре-релиз картины в США, она была показана в кинотеатрах в паре с фильмом «Безумный монстр» (1942).
В 1946 году вышел сиквел под названием «Дочь дьявольской летучей мыши», который имел заметно меньший успех: ни Лугоши, ни кто-либо другой из оригинального актёрского состава в нём не снялся; роль дочери безумного доктора сыграла королева красоты Розмари Лапланш; жанр его был смещён с «научно-фантастический фильм ужасов» на «психологический триллер».
В XXI веке фильм был раскрашен компанией Legend Films. В 2013 году лента была выпущена на Blu-ray Disc компанией Kino Lorber. В 2020 году на экраны вышел ещё один сиквел под названием «Месть дьявольской летучей мыши» малоизвестного инди-режиссёра Теда Меринга, который не имел успеха у зрителей.